# Nad Shamma
Nad Shamma, o Nad Al Shamma, è un quartiere residenziale di Dubai.

## Geografia fisica
Nad Shamma si trova nel settore orientale di Dubai nella zona di Deira.